# Primera División (Uruguay) 1999
Die Saison 1999 der Primera División war die 96. Spielzeit (die 68. der professionellen Ära) der höchsten uruguayischen Spielklasse im Fußball der Männer, der Primera División.
Die Primera División bestand in der Meisterschaftssaison des Jahres 1993 aus 15 Vereinen. Im Vergleich zur Vorsaison war die Liga um drei Vereine aufgestockt worden. Neben den beiden sportlichen Aufsteigern Club Atlético Cerro und Frontera Rivera erhielten die Vereine Deportivo Maldonado, Paysandú Bella Vista und Tacuarembó FC von Verbandsseite ebenfalls mittels erteilter Lizenz die Startberechtigung. Die Mannschaften trafen in insgesamt 210 von Anfang März bis in die zweite Oktoberhälfte jenes Jahres ausgetragenen Meisterschaftsspielen jeweils zweimal aufeinander. Dabei wurden zwei Halbserien, die Apertura (Hinrunde) und die Clausura (Rückrunde) gespielt, in denen insgesamt 610 Tore fielen. Anschließend wurde im November in drei Playoff-Spielen zwischen dem Apertura-Meister Nacional Montevideo und dem Clausura-Meister Club Atlético Peñarol der Uruguayische Meister der Saison 1999 ermittelt. Peñarol belegte zudem in der Saisonabschluss-Gesamttabelle aufgrund des besseren Torverhältnisses gegenüber dem punktgleichen Team Nacionals den 1. Tabellenplatz. In den drei Playoff-Partien setzte sich nach zwei Unentschieden in den ersten beiden Begegnungen im dritten und entscheidenden Aufeinandertreffen am 13. November 1999 Peñarol mit einem 2:1-Sieg durch und wurde Landesmeister.
Die Rampla Juniors mussten in die Segunda División absteigen. Als schlechteste Mannschaft der aus den Spielzeiten 1997, 1998 und 1999 zusammengesetzten Abstiegswertung musste der Klub eine Relegation mit dem Zweitplatzierten der Liguilla de Ascenso genannten Aufstiegsqualifikationsrunde bestreiten. Dies war die Mannschaft des Racing Club de Montevideo. Wegen der geplanten erneuten Aufstockung der höchsten Spielklasse waren der Zweitligameister Juventud und Villa Española als Sieger der Liguilla de Ascenso bereits ohne Relegation direkt zur Spielzeit 2000 aufstiegsberechtigt.
In der Relegation um den Ab- bzw. Aufstieg setzte sich Racing in drei im Dezember 1999 im Estadio Parque Central ausgetragenen Spielen gegen die Rampla Juniors durch. Bereits die ersten beiden Relegationsspiele endeten unentschieden. Auch in der dritten Begegnung führte schließlich erst ein Elfmeterschießen zur Entscheidung, das Racing mit 4:3 zu seinen Gunsten gestaltete.
Peñarol, Nacional und Bella Vista qualifizierten sich für die Copa Libertadores 2000.
Torschützenkönig wurde mit 24 Treffern Gabriel Álvez von Nacional Montevideo.

## Jahrestabelle
| Pl. | Verein                                   | Sp. | S  | U  | N  | Tore    | Diff. | Punkte |
| --- | ---------------------------------------- | --- | -- | -- | -- | ------- | ----- | ------ |
| 1.  | Club Atlético Peñarol                    | 28  | 19 | 6  | 3  | 071:250 | +46   | 63     |
| 2.  | Nacional Montevideo (M)                  | 28  | 20 | 3  | 5  | 065:270 | +38   | 63     |
| 3.  | Defensor Sporting                        | 28  | 17 | 7  | 4  | 060:300 | +30   | 58     |
| 4.  | Danubio FC                               | 28  | 16 | 6  | 6  | 064:400 | +24   | 54     |
| 5.  | Bella Vista                              | 28  | 12 | 9  | 7  | 046:380 | +8    | 45     |
| 6.  | Huracán Buceo                            | 28  | 11 | 8  | 9  | 034:440 | −10   | 41     |
| 7.  | Club Atlético Cerro (N)                  | 28  | 11 | 4  | 13 | 037:470 | −10   | 37     |
| 8.  | River Plate Montevideo                   | 28  | 9  | 9  | 10 | 036:420 | −6    | 36     |
| 9.  | Frontera Rivera (N)                      | 28  | 8  | 6  | 14 | 039:420 | −3    | 30     |
| 10. | Deportivo Maldonado (N)                  | 16  | 7  | 9  | 0  | 039:540 | −15   | 30     |
| 11. | Liverpool FC                             | 28  | 5  | 13 | 10 | 023:340 | −11   | 28     |
| 12. | Paysandú Bella Vista (N)                 | 41  | 6  | 10 | 25 | 012:470 | −35   | 28     |
| 13. | Rampla Juniors                           | 28  | 8  | 2  | 18 | 028:560 | −28   | 26     |
| 14. | Club Atlético Rentistas                  | 28  | 4  | 9  | 15 | 023:410 | −18   | 21     |
| 15. | Tacuarembó FC (Deportivo Tacuarembó) (N) | 28  | 4  | 5  | 19 | 020:430 | −23   | 17     |

| (M) | Meister der vorangegangenen Saison                                   |
| (N) | Aufsteiger aus der Segunda Division bzw. durch Lizenzvergabe der AUF |

## 3. Meisterschaftsfinale
| Club Atlético Peñarol                                                              | Club Atlético Peñarol | Nacional Montevideo | Nacional Montevideo |
| ---------------------------------------------------------------------------------- | --- | --- | ------------------- |
| Club Atlético Peñarol                                                              | \| 13. November 1999 in Montevideo, Uruguay (Estadio Centenario) \| \| Ergebnis: 2:1 (2:1) \| \| Schiedsrichter: Sergio Komjetán; Linienrichter: Ruben Meneses und William Martínez \|                                                                            | \| 13. November 1999 in Montevideo, Uruguay (Estadio Centenario) \| \| Ergebnis: 2:1 (2:1) \| \| Schiedsrichter: Sergio Komjetán; Linienrichter: Ruben Meneses und William Martínez \|                                                             | Nacional Montevideo |
| Club Atlético Peñarol                                                              | Claudio Flores – Nicolás Rotundo, Marcelo De los Santos, José De los Santos, Darío Rodríguez – Marcelo Romero, Pablo Bengoechea (31. Martín García (65. Diego Carreño)), José Cancela (53. Óscar Aguirregaray), Gabriel Cedrés – Antonio Pacheco, Walter Pandiani | Carlos Nicola – Cesilio De los Santos (53. Martín Del Campo), Héctor Rodríguez Peña, Jorgeao, Federico Bergara – Óscar Morales (58. Richard Morales), Diego Scotti, Gustavo Varela, Gianni Guigou – Mario Regueiro (50. Rubén Sosa), Gabriel Álvez | Nacional Montevideo |
| Club Atlético Peñarol                                                              | 1:1 Darío Rodríguez (33.) 2:1 Walter Pandiani(35.) | 0:1 Gabriel Álvez (19.) | Nacional Montevideo |
| Club Atlético Peñarol                                                              | Marcelo Romero, José Cancela, Nicolás Rotundo, Martín García | Diego Scotti, Oscar Morales | Nacional Montevideo |
| Club Atlético Peñarol                                                              | Marcelo Romero (25.), Darío Rodríguez (56.) | Diego Scotti (32.), Federico Bergara (52.) | Nacional Montevideo |
| 13. November 1999 in Montevideo, Uruguay (Estadio Centenario)                      | | |                     |
| Ergebnis: 2:1 (2:1)                                                                | | |                     |
| Schiedsrichter: Sergio Komjetán; Linienrichter: Ruben Meneses und William Martínez | | |                     |

## Relegationsspiele
- 1. Relegationsspiel am 1. Dezember 1999 – Austragungsort Estadio Parque Central, Montevideo:
  - Racing Club de Montevideo gegen Rampla Juniors – 1:1
    - Tore: 0:1 – Fernando Fajardo (17. min.); 1:1 – Robert Munilla (30. min.)
- 2. Relegationsspiel am 4. Dezember 1999 – Austragungsort Estadio Parque Central, Montevideo:
  - Rampla Juniors gegen Racing Club de Montevideo – 3:3
    - Tore: 1:0 – Carlos Macchi (14. min.); 2:0 – Edgar Martínez (17. min.); 2:1 – Robert Munilla (33. min.), 3:1 – Carlos Macchi (68. min.); 3:2 – Robert Munilla (68. min.); 3:3 – Gustavo Zuvela (76. min.)
- 3. Relegationsspiel am 8. Dezember 1999 – Austragungsort Estadio Parque Central, Montevideo:
  - Racing Club de Montevideo gegen Rampla Juniors – 0:0 (4:3 nach Elfmeterschießen)[6]